# Laubuka
Genre
Laubuka est un genre de poissons téléostéens de la famille des Cyprinidae et de l'ordre des Cypriniformes.

## Liste des espèces
Selon Kulabtong, S., Suksri, S. & Nonpayom, C. (2012) et Knight, J.D.M. (2015) - 11 espèces :
- Laubuka brahmaputraensis Kulabtong, Suksri & Nonpayom, 2012[1]
- Laubuka caeruleostigmata H. M. Smith, 1931
- Laubuka dadiburjori Menon, 1952
- Laubuka fasciata (Silas, 1958)
- Laubuka insularis Pethiyagoda, Kottelat, Anjana Silva, Maduwage & Meegaskumbura, 2008
- Laubuka lankensis (Deraniyagala, 1960)
- Laubuka latens Knight, 2015[2]
- Laubuka laubuca (F. Hamilton, 1822)
- Laubuka ruhuna Pethiyagoda, Kottelat, Anjana Silva, Maduwage & Meegaskumbura, 2008
- Laubuka trevori Knight, 2015[2]
- Laubuka varuna Pethiyagoda, Kottelat, Anjana Silva, Maduwage & Meegaskumbura, 2008

Selon FishBase (20 novembre 2016):
- Laubuka brahmaputraensis Kulabtong, Suksri & Nonpayom, 2012[1]
- Laubuka caeruleostigmata H. M. Smith, 1931
- Laubuka dadiburjori Menon, 1952
- Laubuka fasciata (Silas, 1958)
- Laubuka insularis Pethiyagoda, Kottelat, Anjana Silva, Maduwage & Meegaskumbura, 2008
- Laubuka lankensis (Deraniyagala, 1960)
- Laubuka laubuca (F. Hamilton, 1822)
- Laubuka ruhuna Pethiyagoda, Kottelat, Anjana Silva, Maduwage & Meegaskumbura, 2008
- Laubuka siamensis Fowler, 1939
- Laubuka varuna Pethiyagoda, Kottelat, Anjana Silva, Maduwage & Meegaskumbura, 2008